# Massingy, Côte-d'Or
Massingy är en kommun i departementet Côte-d'Or i regionen Bourgogne-Franche-Comté i östra Frankrike. Kommunen ligger i kantonen Châtillon-sur-Seine som tillhör arrondissementet Montbard. År 2022 hade Massingy 172 invånare.

## Befolkningsutveckling
Antalet invånare i kommunen Massingy
Referens:INSEE